# Attentats du 12 mai 2020 en Afghanistan
Les attentats du 12 mai 2020 en Afghanistan sont deux attentats perpétrés le 12 mai 2020 dans la province de Nangarhar en Afghanistan et à Kaboul. 40 personnes sont mortes et 83 autres ont été blessées lors de ces attentats. Bien qu'ayant pas revendiquée l'attaque de la maternité, l' État islamique est soupçonné par les États-Unis d'avoir orchestrée l'attaque ou d'en avoir inspirée les auteurs.

## Contexte
Les attentats surviennent alors que l'Afghanistan doit faire face à la pandémie de Covid-19.
En février, un accord entre les talibans et les États-Unis a été signé visant à apporter la paix en Afghanistan.

## Déroulement

### Attentat de la maternité de Dashte Barchi
Vers 10 h du matin, trois hommes armés portant des uniformes de police ont procédé à une fusillade de masse dans la maternité d'un hôpital de Kaboul. L'hôpital est situé dans le quartier chiite Hazara de Dashte Barchi et est assisté par le personnel occidentale de Médecins sans frontières. Les assaillants ont tué 16 personnes et en ont blessé 15 autres. Tous les assaillants ont été tués par les forces de sécurité afghanes. Parmi les 16 personnes décédées lors de l'attentat de Kaboul figuraient deux enfants de 7 et 8 ans, leurs mères et plusieurs infirmières,.

### Attentat de la province de Nangarhar
Environ une heure après l'attentat de Kaboul, un attentat-suicide a eu lieu dans la province de Nangarhar lors des funérailles de Shaikh Akram, un commandant de police décédé d'une crise cardiaque la veille. L'attentat fait 24 morts et 68 blessés, dont certains blessés grièvement,.

## Enquête
Les talibans nient toute responsabilité dans les attaques de Kaboul et de Nangarhar. L'État islamique revendique l'attentat de la province de Nangarhar, mais ne revendique pas l'attentat de Kaboul. Les États-Unis attribuent à l'État islamique la responsabilité de l'attaque de la maternité de Kaboul .

## Réactions
- Le président Ashraf Ghani a annoncé « J’ordonne aux forces de sécurité de mettre fin à leur posture de défense active, de retourner à leur posture offensive, et de reprendre leurs opérations contre l’ennemi ».
- Le secrétaire général de l'ONU António Guterres a déclaré « que les attaques contre les civils sont inacceptables et que les hôpitaux, les installations médicales et leur personnel bénéficient d’une protection spéciale en vertu du droit international humanitaire. Ceux qui commettent de tels crimes doivent être tenus pour responsables ».